# الهيئة الوطنية المستقلة لإصلاح الإعلام والاتصال
الهيئة الوطنية المستقلة لإصلاح الإعلام والاتصال (بالفرنسية: Instance indépendante chargée de réformer l'information et la communication أو اختصارا INRIC)‏ هي هيئة مستقلة تأسست في 2 مارس 2011 مهمتها إدخال إصلاحات للمشهد الإعلامي في تونس بعد الثورة التونسية. 

أنشئت بموجب المرسوم عدد 10 لسنة 2011 مؤرخ في 2 مارس 2011 الذي قضى بحل المجلس الأعلى للاتصال. 

أنهت الهيئة مهامها بعد تنصيب الهيئة العليا المستقلة للاتصال السمعي البصري في 3 مايو 2013 التي أصبحت بعد ذلك هيئة دستورية في الدستور التونسي 2014.

## التركيبة
- الرئيس: كمال العبيدي، رئيس.
- الأعضاء:
  - ناجي البغوري.
  - راضية السعيدي.
  - كلثوم كنو.
  - هشام السنوسي.
  - رضا الكافي.
  - العربي شويخة.
  - محمد بشير.
  - لينا بن مهني (استقالت من الهيئة لاحقا).

## روابط خارجية
- الموقع الرسمي.